# 알류토르어
알류토르어 또는 알루토르어는 축치캄차카어족의 축치어파에 속하는 언어로, 캄차카 반도 북부의 알류토르인들이 사용한다.